# Bruno Cordati
Bruno Cordati (Barga, 9 febbraio 1890 – Barga, 26 dicembre 1979) è stato un pittore italiano.

## Biografia
Nasce a Barga da Luigi, muratore, e Adele Cecchini, casalinga. A causa della condizione economica familiare non può proseguire gli studi successivi alle scuole elementari. Tuttavia l’abilità nel disegno a pastello e nella pittura gli consente di dedicarsi a ritratti e decorazioni. Grazie ai soldi guadagnati facendo l’imbianchino, nel 1914 inizia a frequentare l'Istituto d'Arte di Lucca, diretto in quegli anni da Alceste Campriani.  
Allo scoppio del primo conflitto mondiale è costretto a lasciare gli studi per dirigersi al fronte, combattendo sul Carso fino alla fine della guerra. Di ritorno dal fronte decide di dedicarsi interamente all’arte ed esegue il suo primo olio, Soldati al fronte.  
Nel 1922 sposa Clotilde Costi, dalla quale ha subito due figlie: Bruna e Luigia.  
Il periodo che segue è costellato di numerose esposizioni, situate sia dentro che fuori Lucca e spesso intraprese insieme all’amico e collega Adolfo Balduini. Dagli anni ’30 decide di dedicarsi alle personali. Nel 1937 lascia l’Italia per insegnare storia dell’arte e disegno nei licei italiani all’estero. Dopo aver passato un anno a Budapest, un anno a Parigi e quattro anni in Bulgaria, nel 1943 fa ritorno in Toscana, spinto dalla guerra.  
Negli anni del dopoguerra le mostre diventano più rade. Nel 1947 Cordati decide di ritirarsi a vita privata, sfruttando il tempo per leggere classici della letteratura, ascoltare musica e dipingere tele. La sua pittura, inizialmente accademica, conosce un periodo di Verismo a cui segue nel secondo dopoguerra un avvicinamento all’Arte informale.  
Alla fine degli anni Sessanta acquista il grande palazzo Bertacchi nel centro di Barga, in via di Mezzo n.15, dove dal dopoguerra aveva iniziato ad affittare alcune stanze per il proprio studio, e dopo averlo parzialmente ristrutturato vi trasferisce anche la propria abitazione. 
Cordati muore il 26 dicembre 1979 all'ospedale di Barga, pochi giorni dopo il ricovero dovuto ad un ictus cerebrale.

## Esposizioni artistiche
Il 1921 segna l’inizio di un ricco periodo di mostre non solo a livello locale, ma anche regionale e nazionale. Infatti nel 1923 Cordati partecipa alla I Mostra Regionale dell'Arte e dell’Artigianato a Lucca, curata dell'Ars Lucensis, un’associazione lucchese di artisti e intellettuali. Nel 1927 si reca dapprima a Roma per la XCIII Esposizione degli Amatori e Cultori e successivamente a Fiume per la II Esposizione Internazionale di Belle Arti. Il 1928 vede Cordati impegnato nell’esposizione Nazionale di Belle Arti di Torino e nella  XVI Biennale di Venezia. Due anni dopo prende parte IV Mostra Regionale d'Arte Toscana, tenutasi a Firenze. A partire dalla fine del 1930 hanno luogo in Toscana le personali, prima delle quali a Lucca nelle sale del Circolo Lucchese in via Santa Croce. 
Dopo la sua scomparsa si tengono diverse retrospettive personali, prima a Palazzo Strozzi a Firenze nel 1987, poi Bruno Cordati, la pittura e i giorni (Pisa 1988) e una mostra a Sofia, in Bulgaria, nella Galleria d'Arte presso la fondazione internazionale "Santi Cirillo e Metodio" (1990).